# المحرك النووي للمركبات الصاروخية

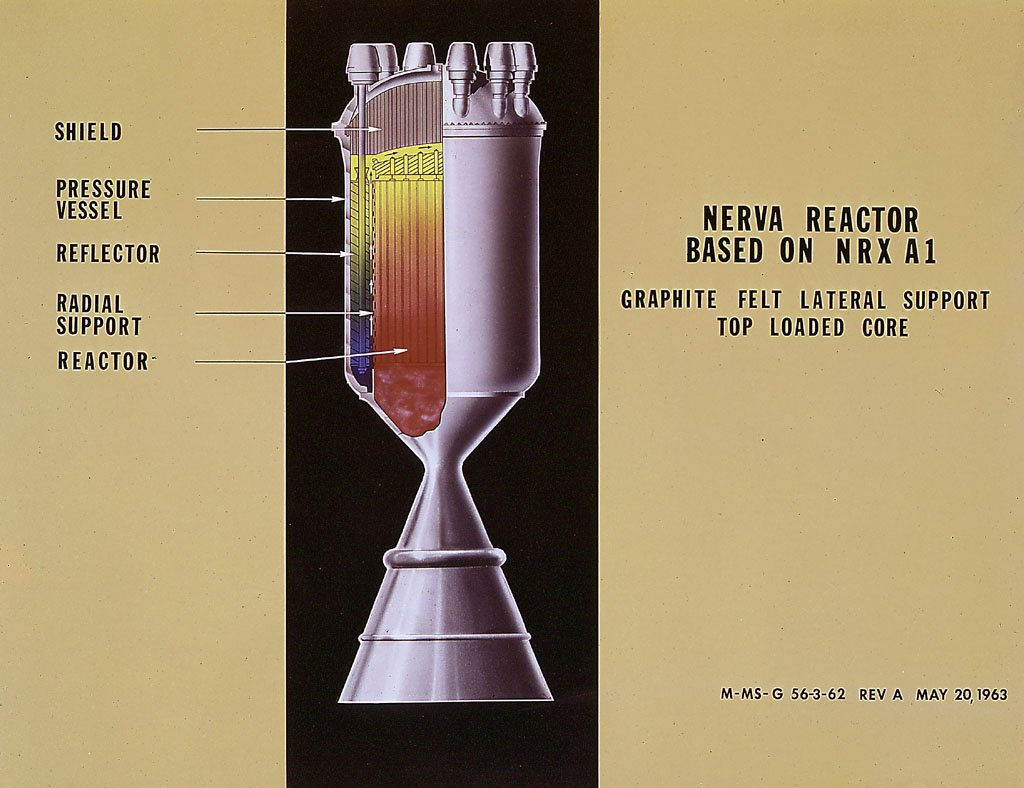
رسم تخطيطي لمحرك الصاروخ النووي

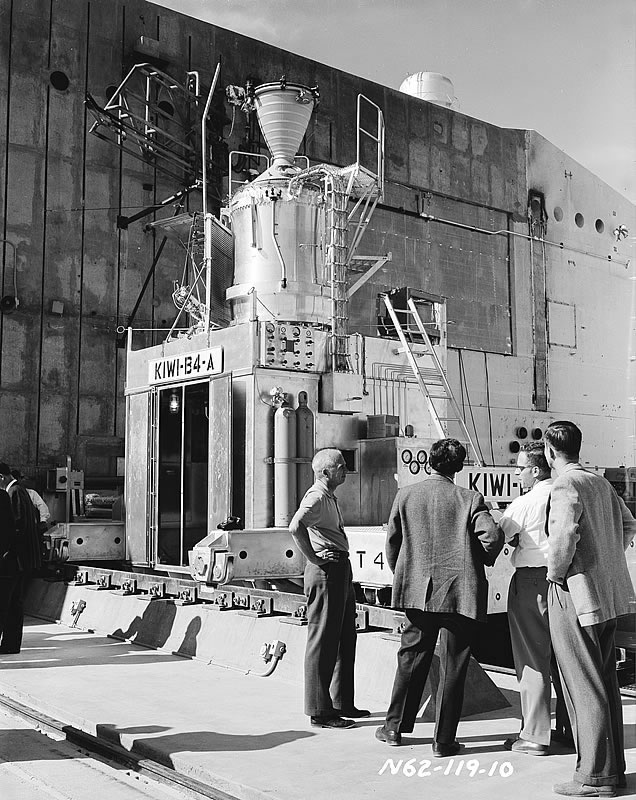
مختبر لوس ألاموس الوطني

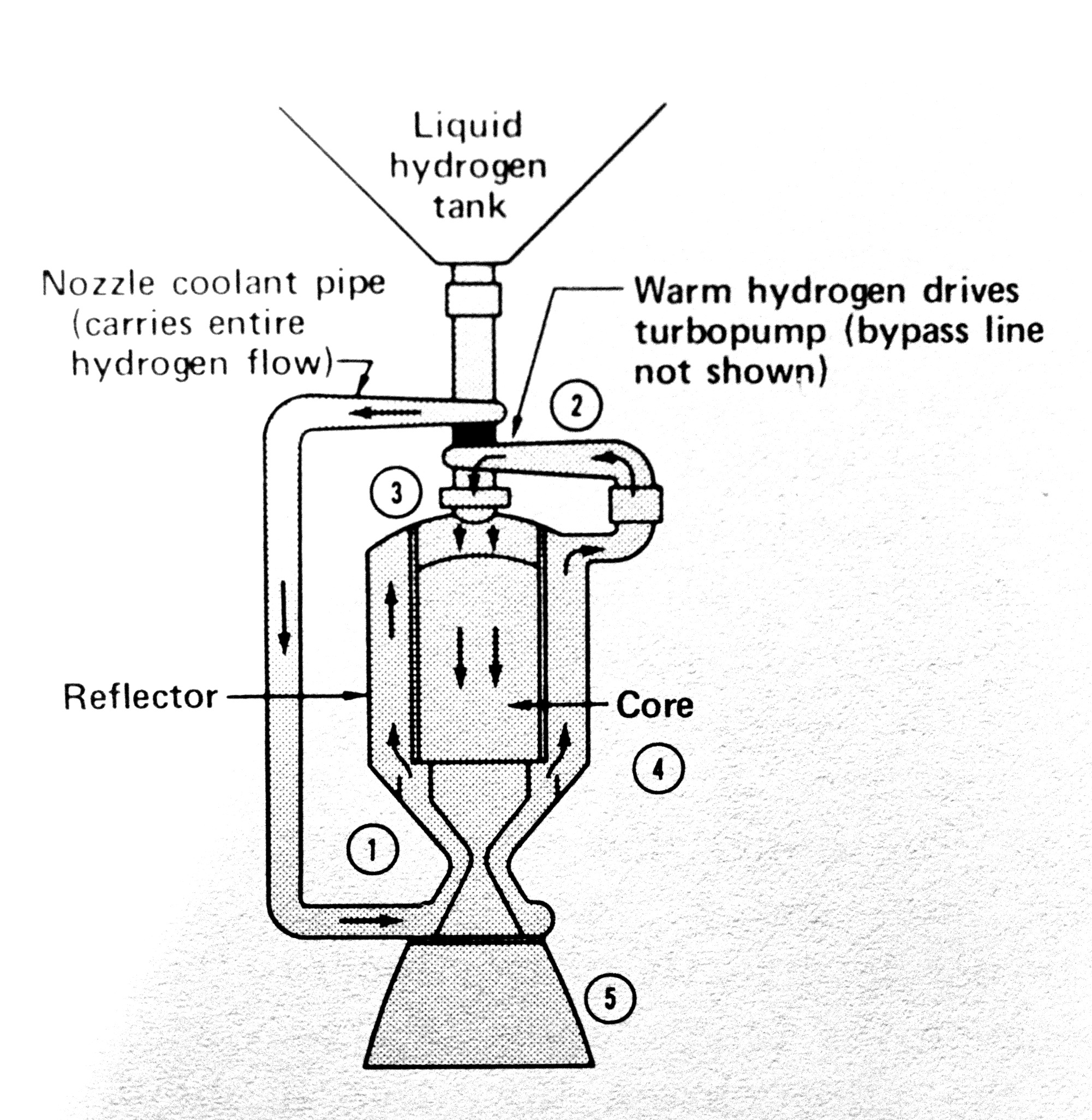
مخطط تدفق المحرك النووي

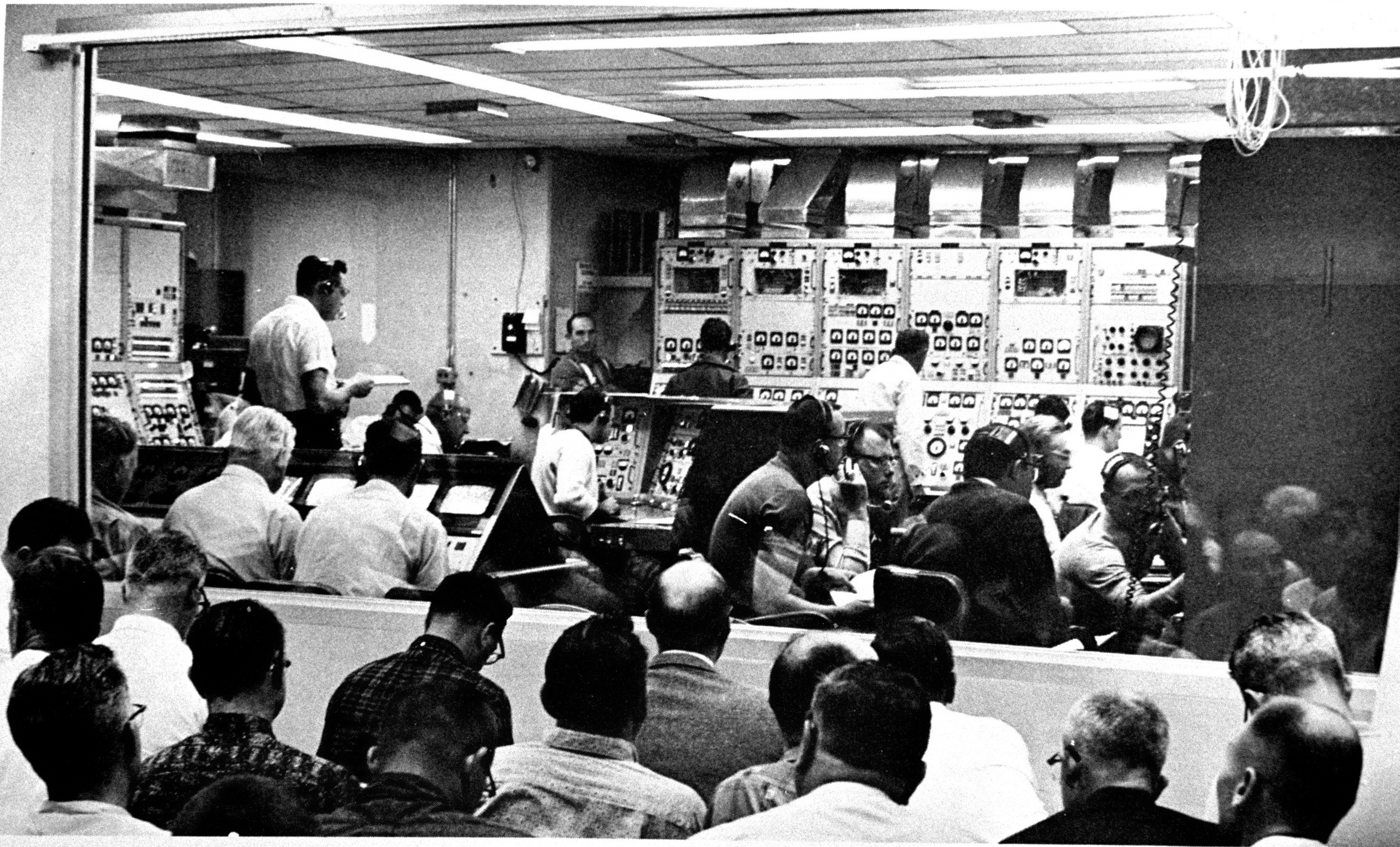
غرفة تحكم المحرك النووي

المحرك النووي للمركبات الصاروخية (NERVA) هو برنامج لتطوير محركات صاروخ حراري نووي في الولايات المتحدة استمر لما يقرب من 20 سنة حيث كان جهدا مشتركا بين لجنة الطاقة الذرية الأمريكية ووكالة ناسا تحت إدارة مكتب الدفع النووي الفضائي حتى انتهاء البرنامج والمكتب في عام 1972.

## نبذة
أثبتت المحركات النووية للمركبات الصاروخية أن محركات الصواريخ الحرارية النووية هي أداة جيدة وموثوق بها لاستكشاف الفضاء وفي نهاية عام 1968 حصلت شركة SNPO على شهادة بأن المحرك النووي للمركبات الصاروخية يفي بمتطلبات المهمة البشرية إلى المريخ. على الرغم من أن محركات المحرك النووي للمركبات الصاروخية قد تم بنائه واختباره قدر الإمكان مع مكونات معتمدة من الطيران وتم اعتبار المحرك جاهزا للتكامل مع مركبة فضائية الا ان الكونجرس الغي الكثير من برنامج الفضاء الأمريكي قبل أن يتم إرسال بعثة مأهولة إلى المريخ.

## برنامج الفضاء
خططت ناسا للمحرك النووي للمركبات الصاروخية شملت زيارة إلى المريخ بحلول عام 1978 وقاعدة دائمة للقمر بحلول عام 1981 حيث ستستخدم صواريخ المحرك النووي للمركبات الصاروخية في «القاطرات» النووية المصممة لنقل الحمولات من مدار الأرض المنخفض إلى مدارات أكبر كمكون لنظام نقل الفضاء الذي سمي لاحقا وإعادة تزويد العديد من المحطات الفضائية في مدارات مختلفة حول الأرض والقمر لدعم قاعدة دائمة للقمر.
وقد تطورت صواريخ المحرك النووي للمركبات الصاروخية بسرعة إلى حد يمكن تشغيلها لساعات محدودة وقت التشغيل بحجم خزانات الوقود الهيدروجينية السائلة كما قفزوا في كثافة الطاقة وسرعان ما أفسح الصاروخ المحرك النووي للمركبات الصاروخية I الأكبر الطريق لصاروخ المحرك النووي للمركبات الصاروخية II الأصغر في خطط المهمة مع زيادة الكفاءة وزيادة نسب الدفع إلى الوزن.